# 杉浦正行
杉浦 正行（すぎうら まさゆき、1936年（昭和11年）11月24日 - ）は、日本の政治家。愛知県安城市長（3期）、愛知県議会議員（4期）、安城市議会議員（2期）、桜井町議会議員（1期）などを歴任した。

## 来歴
愛知県碧海郡桜井町（現・安城市寺領町）生まれ。愛知県立安城農林高等学校卒業。家業の農業を継ぐも、2年目に地元の桜井農協に勤務。青年部に所属したことから大きな転機を迎える。杉浦のいた青年部は桜井町議会議員の擁立を目論むが、候補予定者に次々と断られる。そこで白羽の矢が立ったのが杉浦だった。1963年（昭和38年）、桜井町議選に初当選。
1967年（昭和42年）4月1日、桜井町は安城市に編入される。安城市議を2期務める。また同年、アイシン精機(現、アイシン)が関連会社（アイシン・ワーナー、のちのアイシン・エィ・ダブリュ、現アイシン）を設立しようした際、安城市に誘致するため用地買収に尽力した。
1968年（昭和43年）11月27日、安城市に株式会社勤労食を設立し社長に就任。
1975年（昭和50年）の愛知県議会議員選挙・安城市選挙区（定数2）に無所属で立候補。自民党現職の加藤三二を抑え、トップで初当選を果たした。
1979年（昭和54年）の県議選は自民党の公認を受け、再びトップ当選。なおこの年の選挙で大見志朗が無所属で初当選している。
1985年（昭和60年）10月21日、福田派の中野四郎が死去。旧愛知4区においては稲垣実男の派閥に属していた杉浦であったが、中野の後援会最高顧問から強く推され、後継者争いに名乗りを上げることになった。翌1986年（昭和61年）3月に弁護士の杉浦正健が後継に内定するも、安城では杉浦正行を望む声は収まらない。当時杉浦は受益農家1万5千戸でつくる「明治用水土地改良区」総代会の議長を務めており、国政選挙では農民票は農協ではなく明治用水から出るとされるだけに、杉浦が立てば4区全体からの集票が可能になる見込みがあった。同年4月16日、杉浦は安城市役所の市長応接室に岩月収二市長、石川正平助役、大見志朗県議、斉藤力市議、加藤正明市議、加藤昭市議らを集め、意見を募った。しかし「やるべきだ」という者は誰もいなかった。
1989年（平成元年）7月の第15回参議院議員通常選挙に際して自民党県連から出馬を打診されるも、「国会よりも市長をやりたい」と辞退した。
県議時代は東海道新幹線の三河安城駅の誘致に尽力した。

### 安城市長に就任
1990年（平成2年）12月3日、岩月収二市長が引退を明らかにし、これとともに次期市長選へ出馬する考えを正式に表明した。杉浦の表明は、安城市民会館で開かれた「住みよい安城をつくる市民の会」の役員総会の結果を受けて行われた。1991年（平成3年）1月23日、県議を辞職。同年1月27日に告示された安城市長選挙において無投票で初当選した。2月15日、初登庁し市長に就任した。
1993年（平成5年）4月、藍綬褒章を受章。
1995年（平成7年）1月29日告示の市長選で無投票により再選。同年2月、農水官僚の大村秀章に衆院選愛知13区への出馬要請を行った。大村は1996年（平成8年）の総選挙で新進党の島聡に敗れるも比例復活で初当選した。
1999年（平成11年）、無投票により3期目の当選を果たす。
2003年（平成15年）の市長選は自民党安城支部長の大見志朗県議が推す元市議の神谷学との一騎打ちとなった。投開票は2月4日に行われ、約6,000票差で神谷に敗れ落選。
2007年（平成19年）4月29日、春の叙勲により旭日中綬章を受章。
2020年（令和2年）5月26日、「明治用水土地改良区」（愛称：水土里ネット明治用水）の理事長に就任。